# Mitrella russeli
Mitrella russeli is een slakkensoort uit de familie van de Columbellidae. De wetenschappelijke naam van de soort is voor het eerst geldig gepubliceerd in 1874 door Brazier.